# Ageratina huehueteca
Ageratina huehueteca là một loài thực vật có hoa trong họ Cúc. Loài này được (Standl. & Steyerm.) R.M.King & H.Rob. mô tả khoa học đầu tiên năm 1990.